# Rymanów
Rymanów – miasto w województwie podkarpackim, w powiecie krośnieńskim, siedziba gminy miejsko-wiejskiej Rymanów.
Prywatne miasto szlacheckie lokowane w 1376. W XVI w. w województwie ruskim.
Według danych GUS z 1 stycznia 2024 r. miasto liczyło 3545 mieszkańców, będąc 36. najludniejszym miastem w województwie.

## Położenie
Rymanów położony jest w Beskidzie Niskim oraz na terenie Dołów Jasielsko-Sanockich. Teren pomiędzy Rymanowem a Iwoniczem jest nazywany Beskidem Rymanowskim, którego granice wyznacza dolina Jasiołki na zachodzie i Jezioro Sieniawskie na wschodzie. Dookoła Rymanowa wznoszą się wzgórza o wysokości do 615 m n.p.m. (tzw. Wzgórza Rymanowskie), na których działają elektrownie wiatrowe napędzane wiatrami południowymi, od strony Przełęczy Dukielskiej (tzw. „wiatry rymanowskie”).
Przez miasto przepływa rzeka Tabor (która w dolnym biegu nosi nazwę Morwawa, Morawa). W północnej dzielnicy Posadzie Dolnej do rzeki wpada Raczta.
Miasto zajmuje powierzchnię 12,39 km² (1 stycznia 2011).

## Historia
Pierwsze wzmianki odnotują Rymanów miasto jako Ladisslaulia (1376), Reymanów (1768).
Założenie miasta na prawie magdeburskim powierzył książę Władysław Opolczyk synowi Nikolasa Reymanna, Mikołajowi Reymanowi w 1376, pod nazwą Ladisslaulia, prawdopodobnie na cześć księcia Władysława. W I poł. XV wieku rozpoczęto budowę zamku z inicjatywy Dobiesława z Oleśnicy i Sienna, uczestnika bitwy pod Grunwaldem i dowódcy oblężenia Malborka. (O zamku w Rymanowie wspomina ks. Szymon Starowolski). Przez blisko dwa wieki miasto pozostawało w rękach rodziny Sienieńskich, którzy troszczyli się o jego rozwój. Na początku XVI w. Rymanów otrzymał od Aleksandra Jagiellończyka przywilej organizowania jarmarków i własnych składów. W połowie XVI w. doszło do konfliktu na tle majątkowym między Zbigniewem Sienieńskim a biskupem przemyskim. Obłożony klątwą biskupią Sienieński przeszedł na kalwinizm, a Rymanów na kilkadziesiąt lat stał się lokalnym ośrodkiem reformacji. W 1565 r. miejscowy kościół został przekształcony na zbór kalwiński; wrócił w ręce katolików w 1587 r.

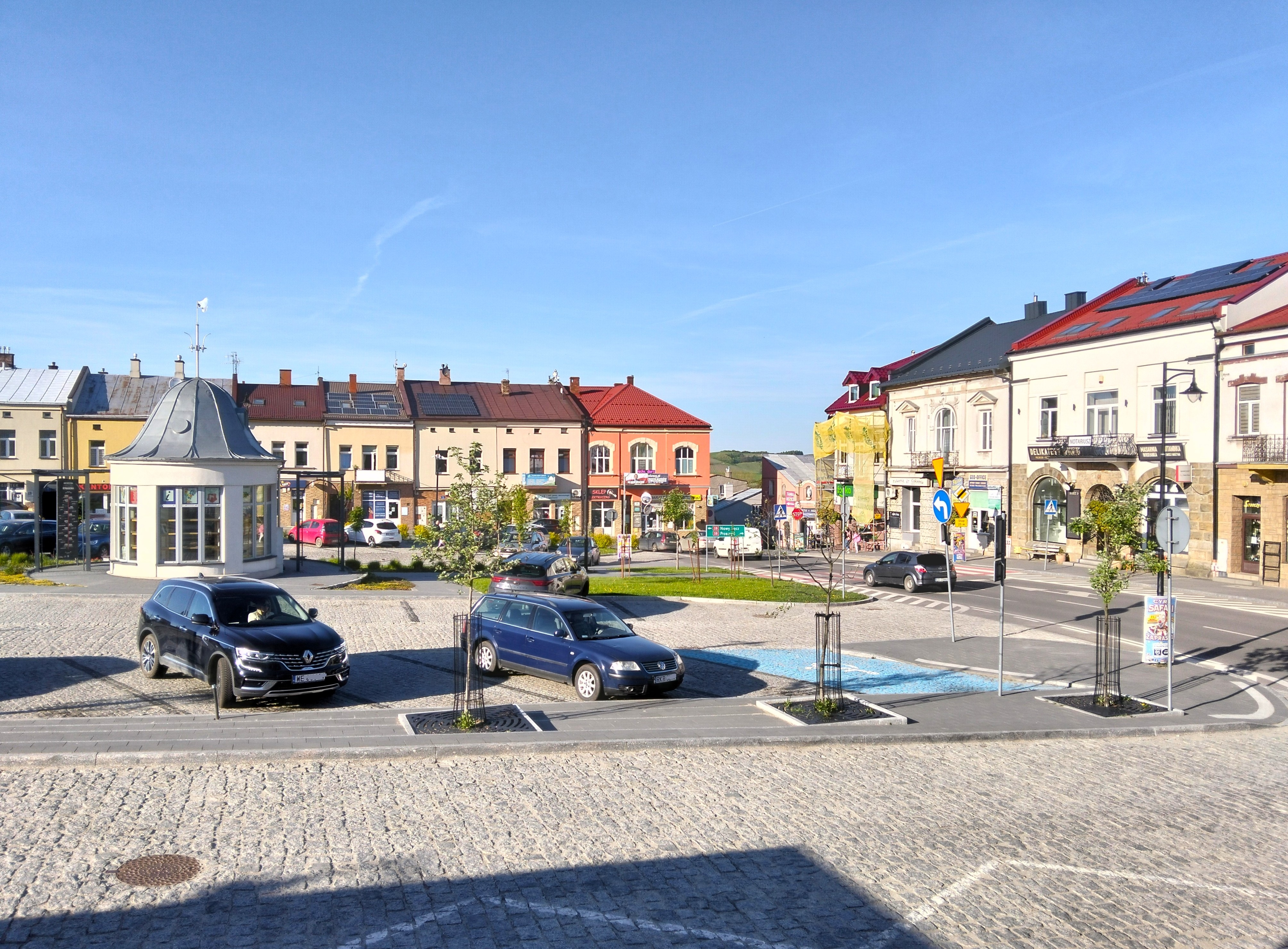
Rynek
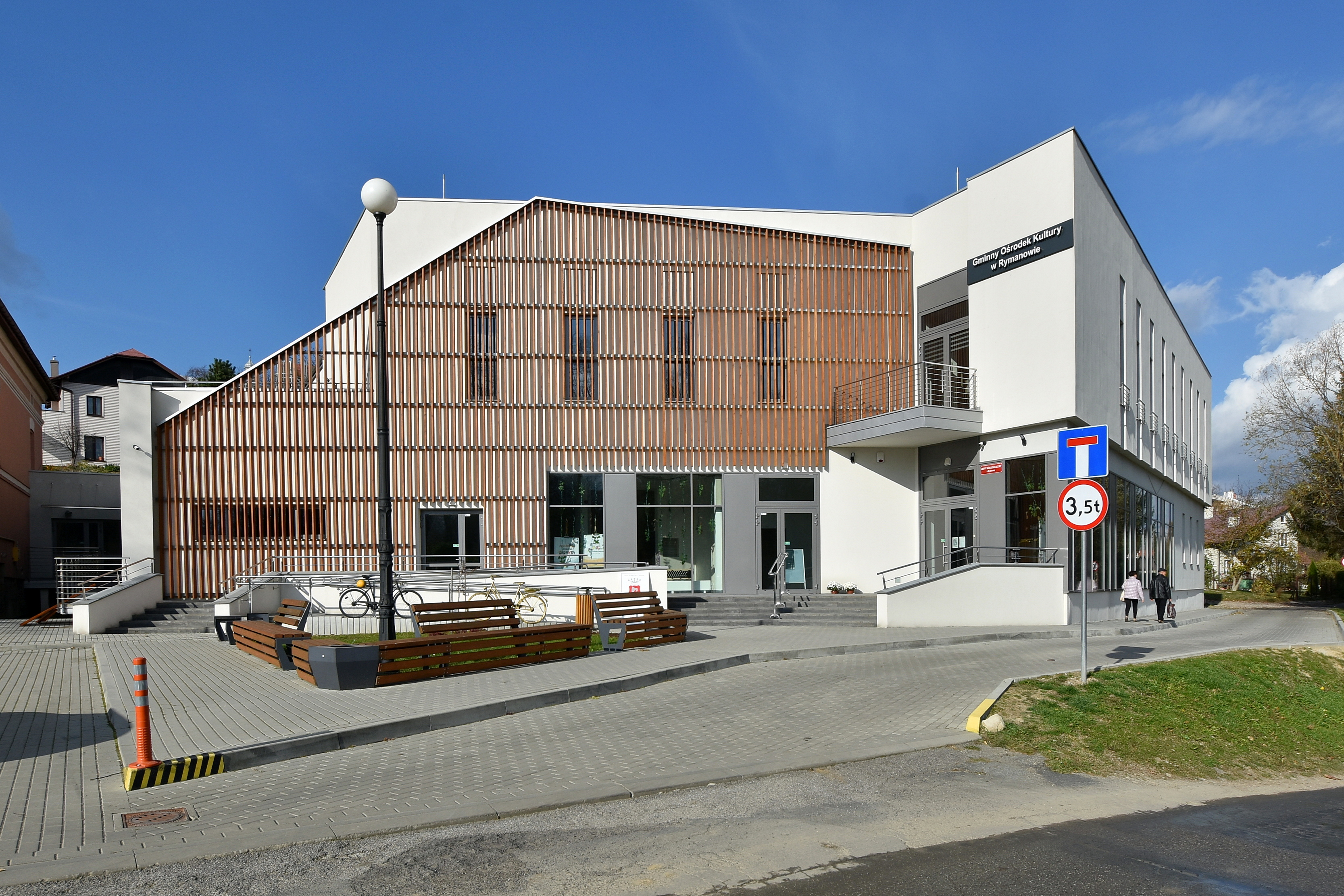
Dom kultury
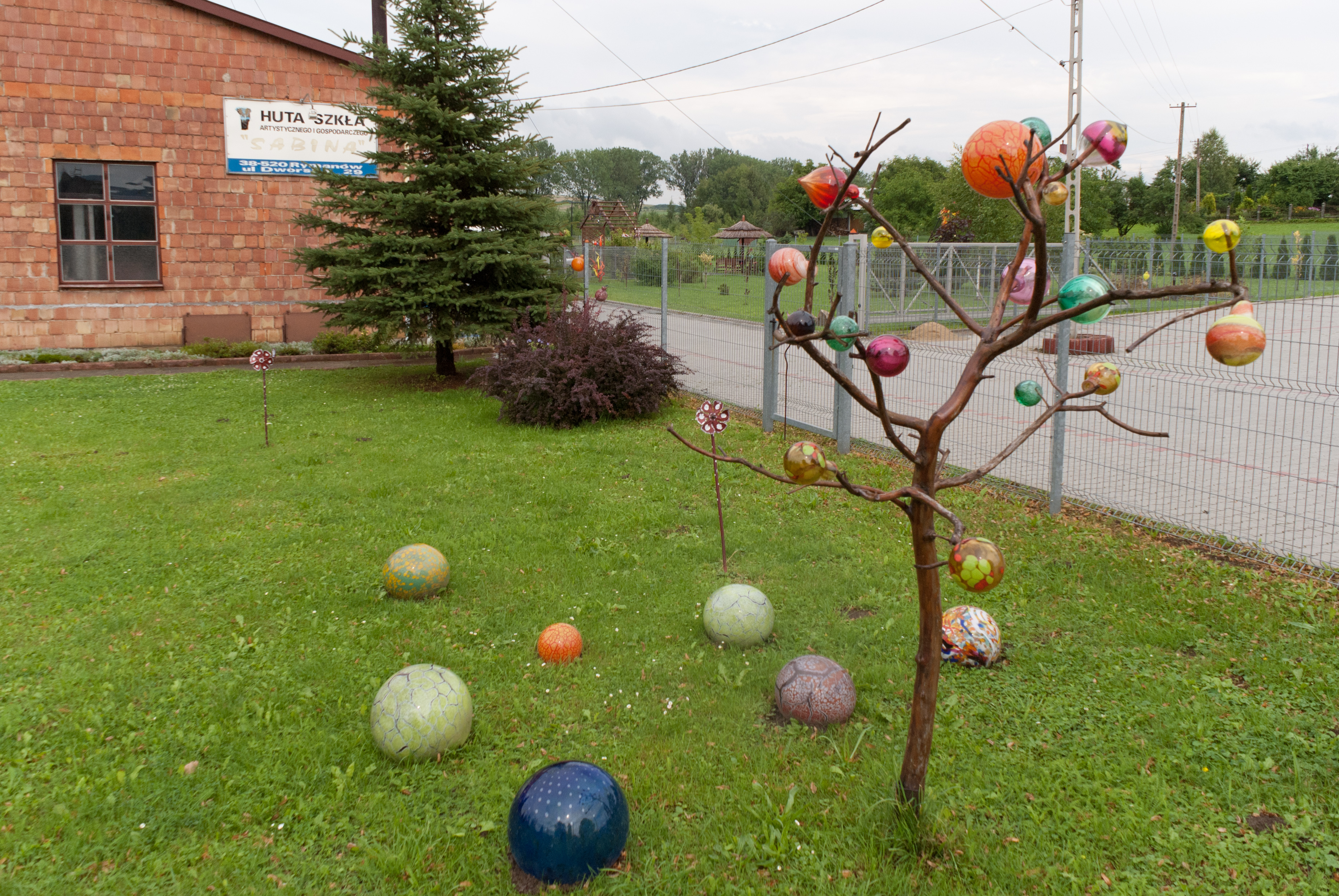
Huta szkła artystycznego „Sabina”

Z końcem XVI w. miasto znalazło się w rękach Stadnickich, którzy przystąpili do rekatolicyzacji. W czerwcu 1624 r. przez okoliczne miejscowości przeszedł oddział Tatarów, paląc i niszcząc osady. W 1674 r. Jan Opaliński, który przejął dobra rymanowskie po Zebrzydowskich, wystawił dokument (dotyczący popostwa w Wołtuszowej) podpisany „dano na zamku moim rymanowskim”. Po śmierci Opalińskiego zamek przeszedł na krótko na własność Jana Samuela Czartoryskiego, który wydał rozporządzenie o odwoływaniu się od wyroków sądu miejskiego do zamku rymanowskiego. Rymanów wielokrotnie padał ofiarą napadów, nie tylko wojsk szwedzkich, czy rosyjskich, ale nawet zbójnickich. Jeden z nich miał miejsce w 1677 r.
Począwszy od XVI wieku miasto posiadało stale rosnącą populację Żydów, którzy zapewne jeszcze w tym samym wieku założyli cmentarz. W XVII wieku została wybudowana synagoga Bejt-ha-kneset. W 1765 r. Żydzi stanowili blisko połowę mieszkańców miasta. W tym czasie Rymanów stał się ważnym ośrodkiem chasydyzmu, szeroko rozpowszechnionego w ówczesnej Galicji. W XIX w. działało dwóch sławnych cadyków: Menachem Mendel i jego uczeń Cwi Hirsch.
W XVII i XVIII w. zamek i dobra rymanowskie powróciły do rodziny Stadnickich – do Franciszka Stadnickiego. W 1702 i w 1704 r. dochoszło do walk ze Szwedami, po których miasto wyludniło się w wyniku zarazy. Najbardziej zniszczyły gród wojska rosyjskie. W latach 1768–1772 mieszkańcy popierali konfederatów barskich, biorąc udział w zjeździe pod Sieniawą koło Rymanowa, na którym zebrało się 6 tys. ochotników.
Do 1772 miasteczko należało do ziemi sanockiej województwa ruskiego, a w czasach zaboru austriackiego – do cyrkułu leskiego, następnie sanockiego. Staraniem Józefa Kantego Ossolińskiego rozpoczęto budowę kościoła parafialnego. W 1839 r. w wyniku pożaru wywołanego przez Żydów, którzy podpalili gospodarcze zabudowanie należące do proboszcza, zniszczeniu uległ kościół (odbudowany został w 1841 r.), niemal całe miasto oraz kilka sąsiednich wsi. W roku 1898 miasteczko miało 3704 mieszkańców, w tym 1889 wyznania rzymskokatolickiego i 1751 mojżeszowego oraz 328 domów. Działały poczta i telegraf oraz gimnazjum żeńskie.
W połowie XIX wieku właścicielkami posiadłości tabularnej w Rymanowie były Józefa Gorczyńska i Zofia Urbańska. Pod koniec XIX wieku właścicielką tabularną dóbr we wsi była Anna hr. Potocka. W 1911 właścicielem tabularnym był Józef Mikołaj Potocki, posiadający 314 ha.
W 1907 roku zostało założone Towarzystwo Gimnastyczne „Sokół” z inicjatywy doktora Ignacego Bieleckiego, który przez cały okres istnienia tej organizacji był jej prezesem. Stowarzyszenie skupiało młodzież i dorosłych z Rymanowa i okolic, i było jednym z najprężniej działających stowarzyszeń Sokoła w województwie lwowskim. Członkowie „Sokoła” brali udział w walkach podczas I wojny światowej, dołączając do legionów generała Hallera.

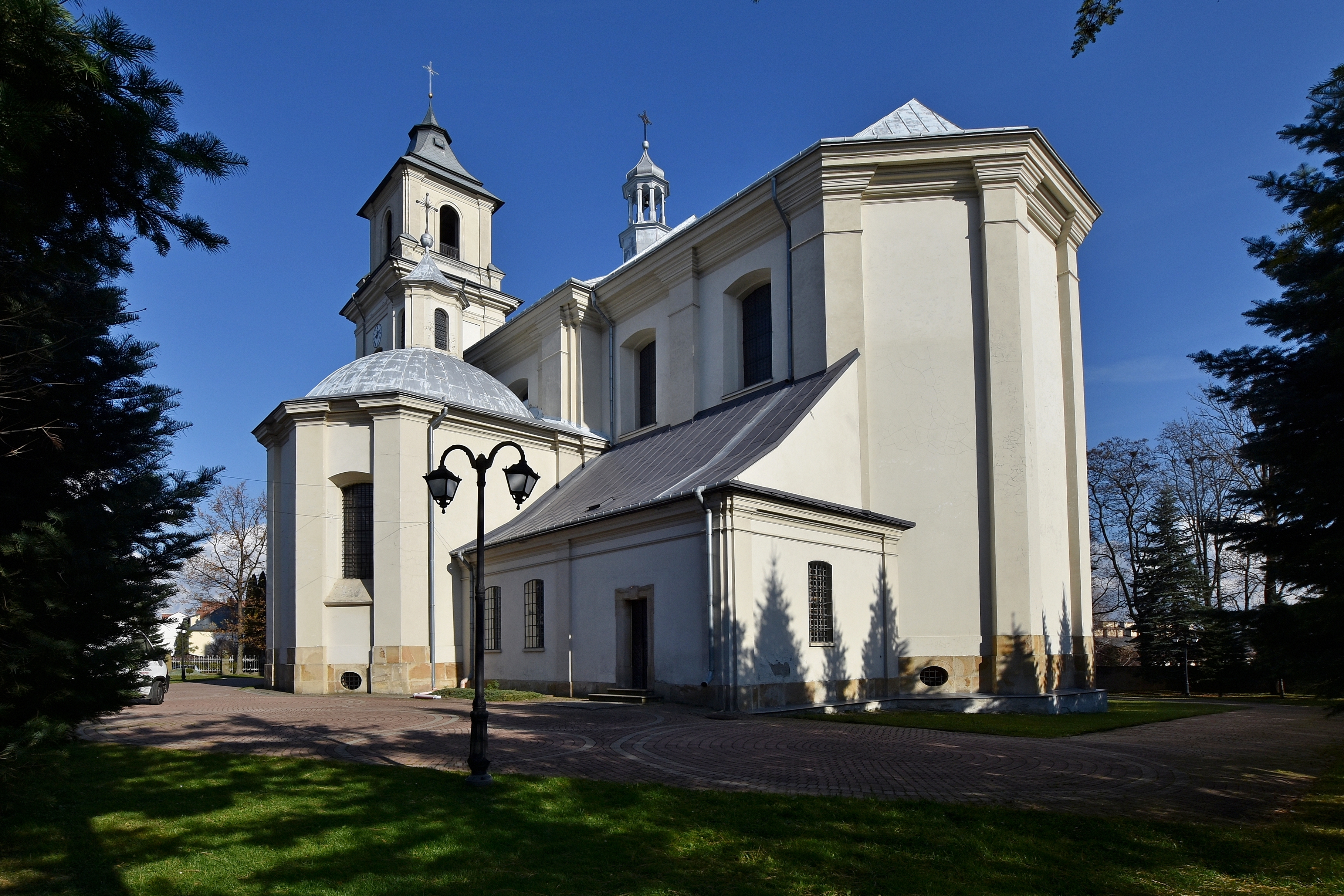
Kościół św. Wawrzyńca
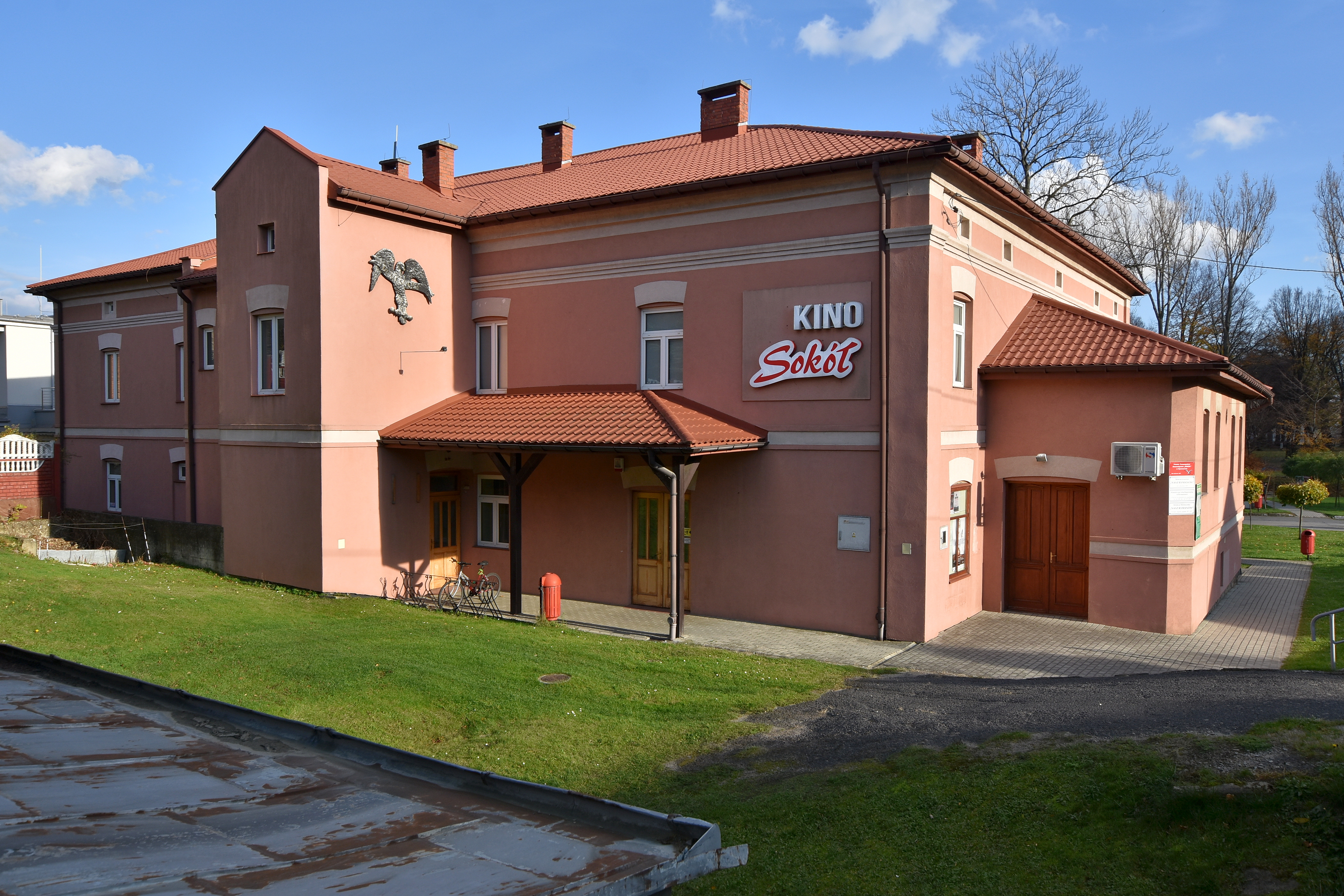
Dawny budynek Towarzystwa „Sokół”, obecnie siedziba kina „Sokół”
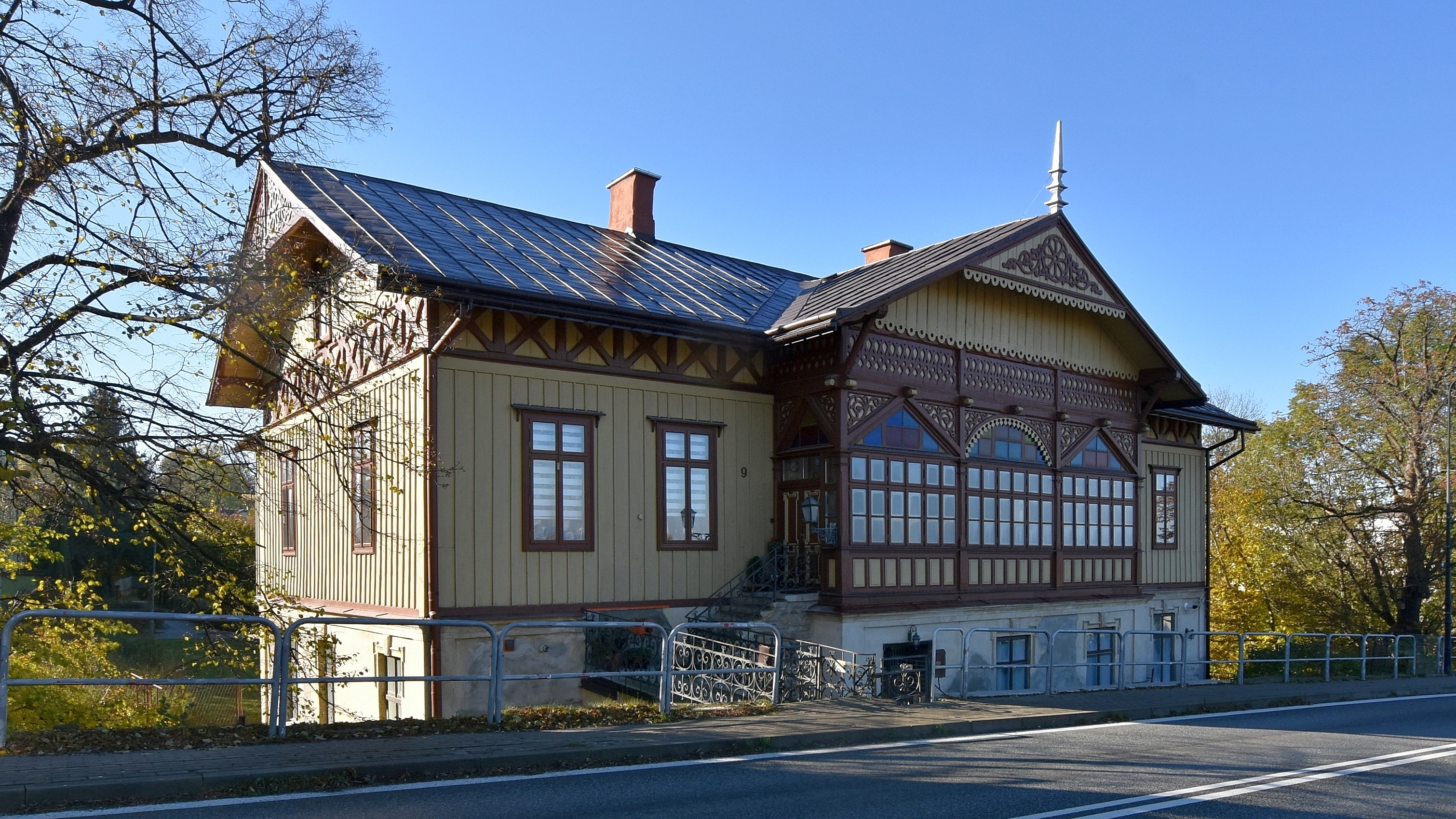
Zabytkowy dom Ignacego Bieleckiego

Po wojnie, w 1923 roku staraniem mieszkańców wybudowano budynek „Sokoła”, który był ośrodkiem życia kulturalnego miasta. Plac pod budynek dał hr. Jan Potocki, a budulec zapewnił Michał Lorenc – rymanowski przedsiębiorca. Towarzystwo Gimnastyczne „Sokół” było najliczniejszą organizacją społeczną w międzywojennym Rymanowie. Zostało zlikwidowane w roku 1949. W 1994 roku w oparciu o tradycje utworzono „Międzyszkolne Stowarzyszenie Sportowe Sokół”, na którego czele stanął Ignacy Bielecki – wnuk założyciela organizacji. W budynku „Sokoła” po wojnie uruchomiono kino „Wyzwolenie”, które później nosiło nazwę „Irys”, a obecnie „Sokół”. W budynku oprócz kina mieści się Regionalna Izba Historyczna gromadząca pamiątki po dawnych mieszkańcach Rymanowa i okolic.

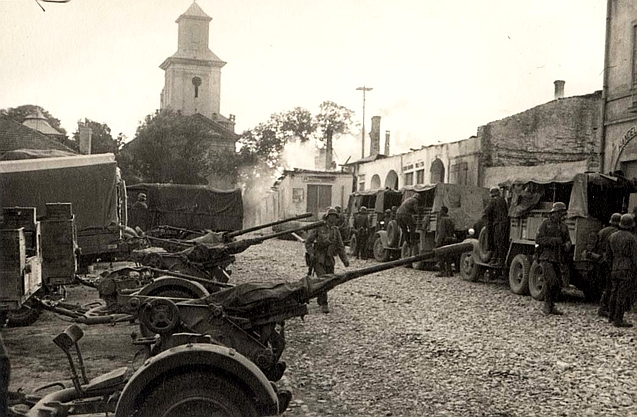
Żołnierze niemieccy z 98 Pułku Strzelców Górskich w Rymanowie, wrzesień 1939

W latach 1934–1938 Rymanów był siedzibą apostolskiego administratora Łemkowszczyzny. 8 września 1939 wkroczyły wojska słowackie. Następnego dnia, 9 września 1939, doszło pod Rymanowem do bitwy ze zmotoryzowanym niemieckim oddziałem z I Dywizji Górskiej. 9 września 1939 Niemcy odeszli na wschód. Miasto zostało przekazane Słowakom. 13 sierpnia 1942 roku wszystkich Żydów zgromadzono na rynku, część wywieziono do obozu w Płaszowie, część do obozu w Bełżcu, a pozostałych do lasu w okolicach Tylawy, na stoku góry Błudna i tego samego dnia rozstrzelano wraz z Żydami z Dukli i Jaślisk – w sumie ok. pół tysiąca osób. Stanisław Dankiewicz kierował oddziałem NSZ (Narodowe Siły Zbrojne). Ruchowi oporu w jesieni 1939 r. przewodniczył Henryk Stankiewicz z Posady Jaćmierskiej. Po spotkaniach por. Stanisława Pieńkowskiego poznaniaka (który został inspektorem Inspektoratu ZWZ Krosno) z Michałem Rajchlem powołano Placówkę ZWZ (AK) „Róża” (z komendantem ppor. Mieczysławem Białasem), wchodzącego w skład I Batalionu Obwodu ZWZ AK Krosno OP-15.
W latach 1945–1946 nacjonaliści ukraińscy z OUN-UPA zamordowali tutaj i na pobliskich drogach 7 Polaków. Działalności nacjonalistów sprzyjał administrator apostolski Łemkowszczyzny, ks. Aleksander Malinowski (Ołeksandr Małynowski), który identyfikował się jako Ukrainiec.
W latach 1975–1998 miasto leżało w woj. krośnieńskim.

### Toponimia
Pierwsze wzmianki odnotują Rymanów miasto jako Ladisslaulia (1376), Laslaw (1413), Rymanów (1415), Rimanow (1423), Rymanow (1433), Rimanowo (1485), Rymandur (jidysz, XIX w.), Rymanów (1863). Założenie miasta na prawie magdeburskim powierzył książę Władysław Opolczyk synowi Nikolasa Reymanna, Mikołajowi Reymanowi w 1376, pod nazwą Ladisslaulia, prawdopodobnie na cześć księcia Władysława. Bp. Wacław Hieronim Sierakowski i bp Jerzy Albrecht Denhoff (w 1701), w czasie wizytacji odnotowali, że w XIV w. istniała pierwotnie osada de Lassel, Laslaw założona przez Sobiesława Oleśnickiego.

### Archeologia
Rymanów i okolice zamieszkiwane były od czasów neolitu. Potwierdzają to znaleziska z tego okresu w postaci półfabrykatów, narzędzi krzemiennych, znalezione na polach między Rymanowem a Iwoniczem. Są pozostałości osad z okresu kultury łużyckiej. Wzgórze nad rzeką Tabor, na którym położone jest miasto, na szlaku do Lwowa było dogodne do umiejscowienia obronnego grodu.

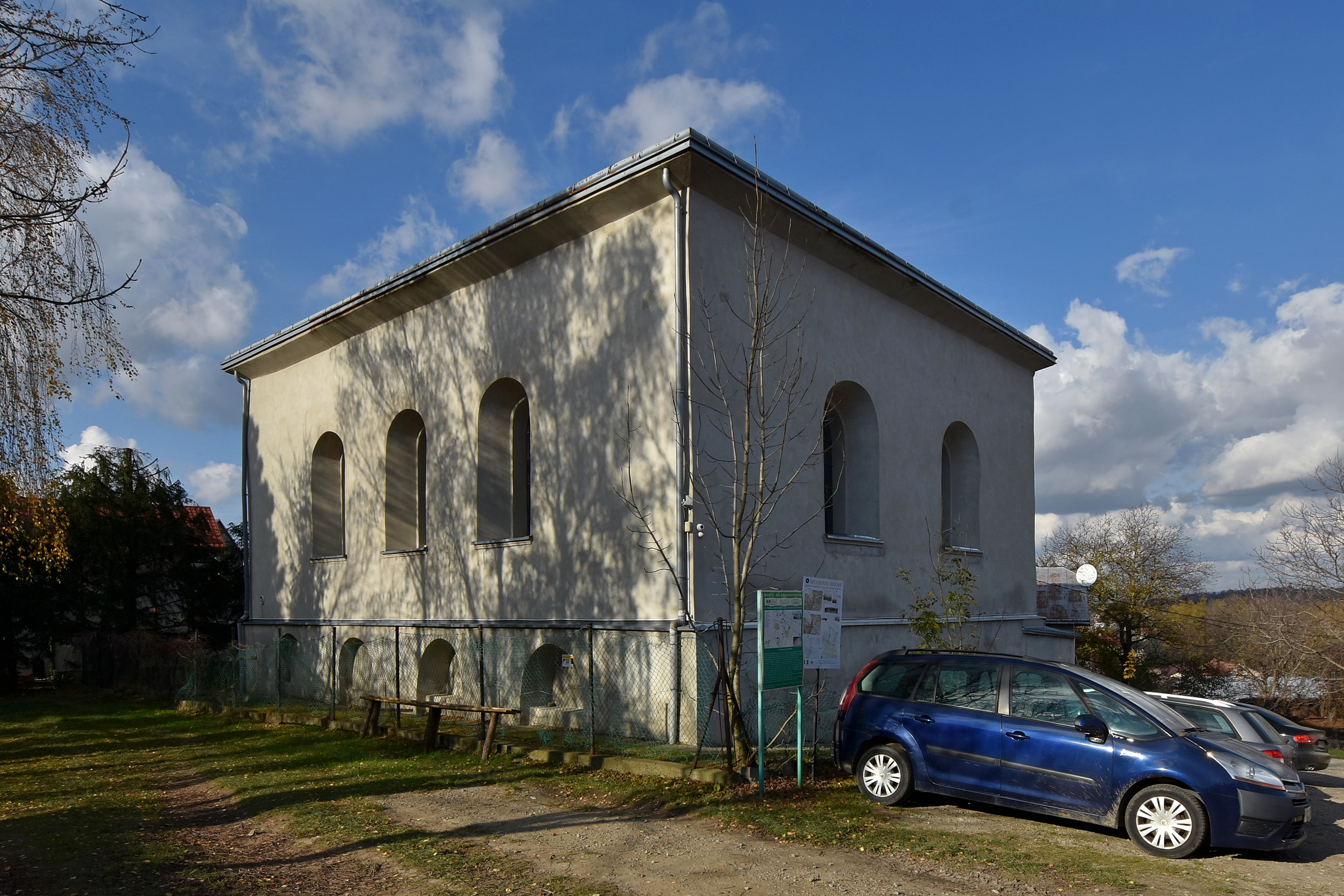
Synagoga
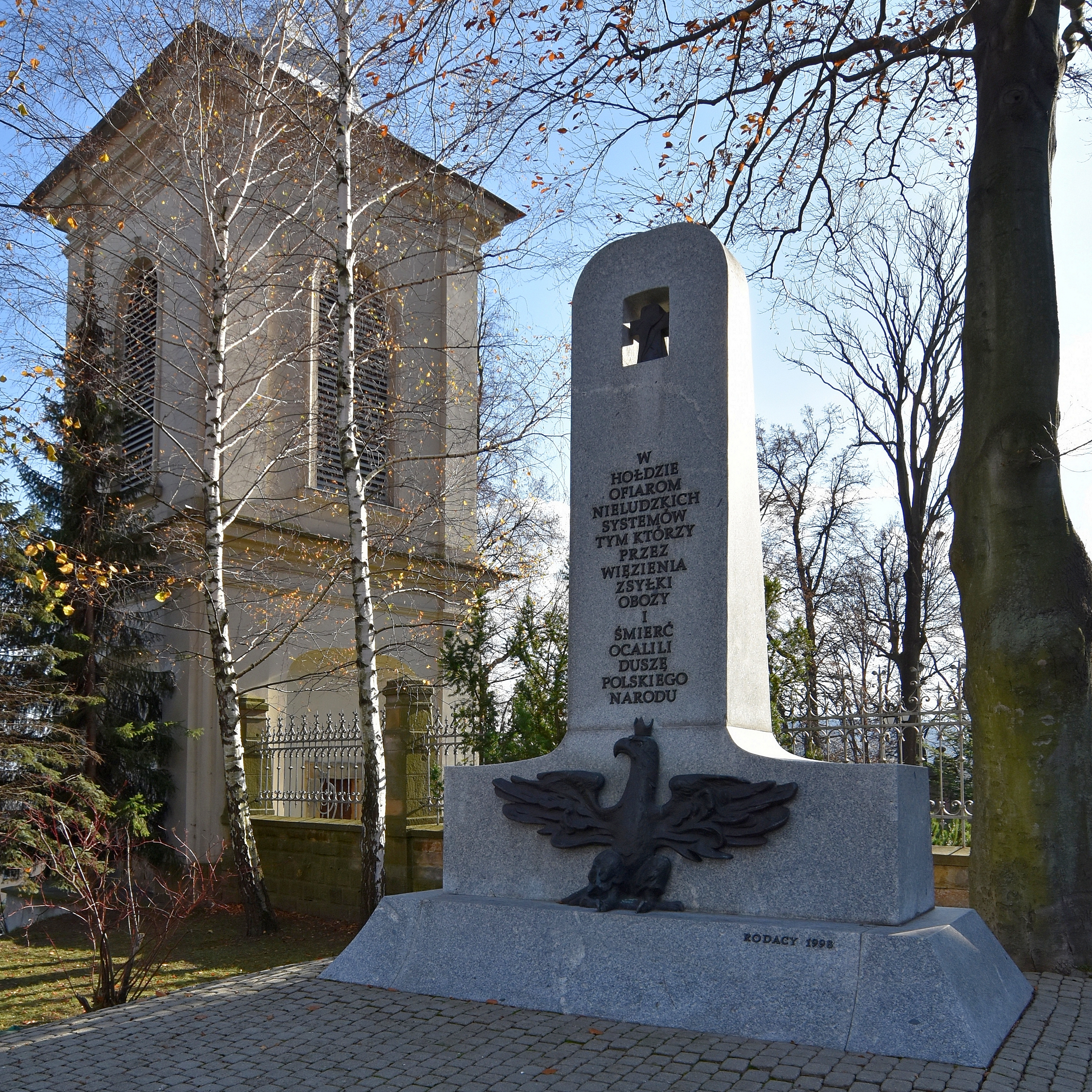
Pomnik
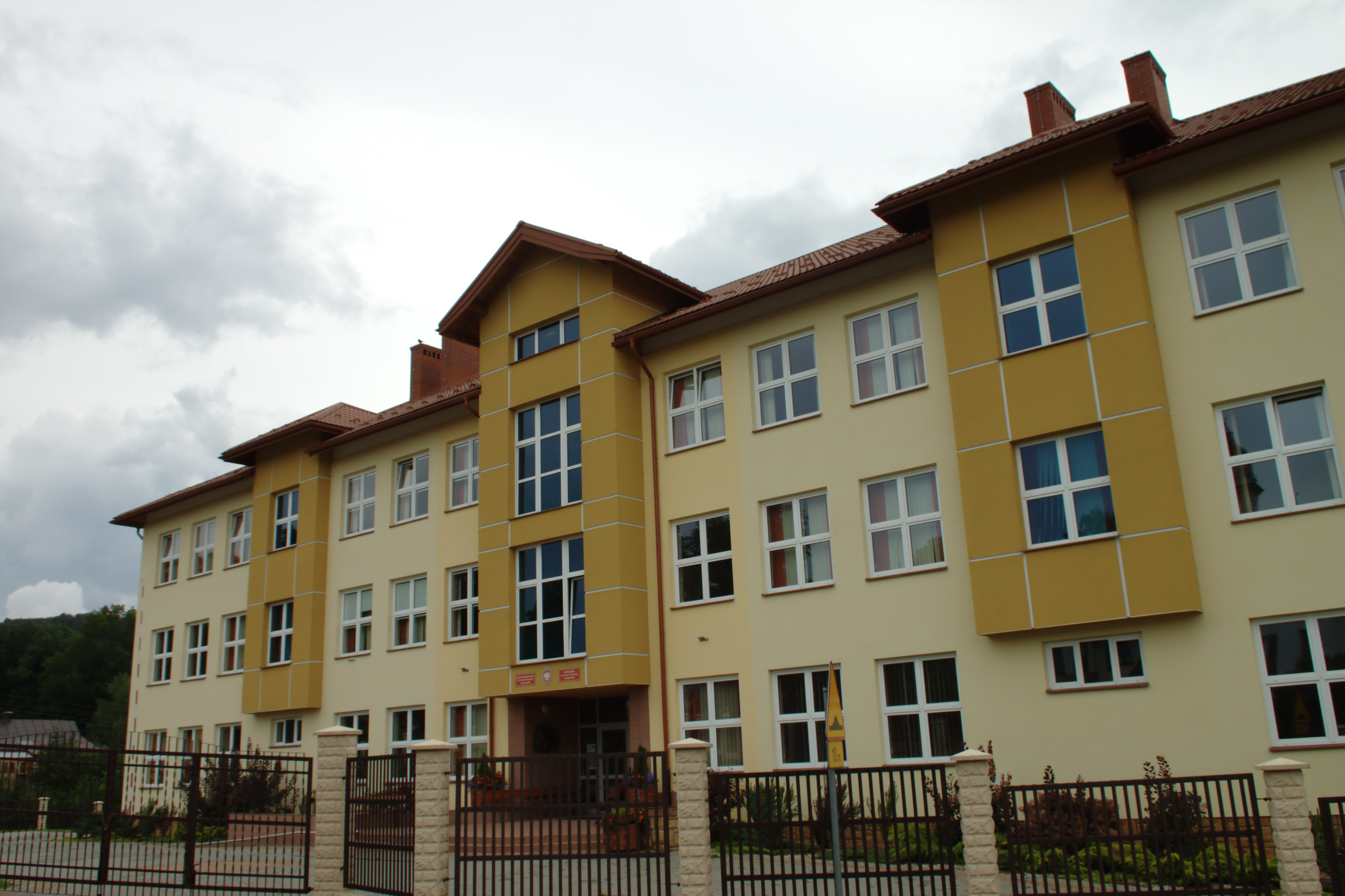
Liceum

## Architektura

### Zabytki chronione prawnie
- Dwór z 1826 z parkiem
- Kościół parafialny św. Wawrzyńca, 1779-81,; ogrodzenie terenu kościelnego z dwoma wieżami w narożnikach od frontu – kaplicą i dzwonnicą, 3 kapliczkami i schodami, 1779-88,; wikarówka, 1906
- Synagoga
- Cmentarz żydowski
- Oraz: plebania z 1780; dom, ul. Bieleckiego 9, drewn., k. XIX w.; dom, ul. Sanocka 15, 1914; gorzelnia, ul. Mitkowskiego 5, k. XIX w.

## Honorowi obywatele Rymanowa
- dr Władysław Czyżewicz
- Leon Studziński[14]
- Ignacy Mościcki
- Edward Śmigły-Rydz
- Felicjan Sławoj Składkowski
- Eugeniusz Kwiatkowski (13 stycznia 1939)[15].

## Wspólnoty wyznaniowe

### Kościół rzymskokatolicki
- Cmentarz katolicki powstał pod koniec XVIII w. Najstarsze nagrobki pochodzą z początku XIX w. Np. pomniki rodziny Skórskich – ówczesnych właścicieli Rymanowa czy kwatera rodziny hr. Potockich, gdzie znajduje się mogiła hr. Anny z Działyńskich Potockiej oraz jej najstarszych synów Jana i Józefa, ich żon i niektórych wnuków, groby proboszczów, rodziny Bieleckich, Stanisława Mistygacza bohaterskiego obrońcy z 1939 r. oraz groby żołnierzy z I i II wojny światowej.
- Kalwaria rymanowska na wzniesieniu o wysokości 416 m n.p.m. o tej samej nazwie, założona przez Annę i Stanisława Potockich w XIX w.
  - Kaplica Grobu Pańskiego wybudowana w 1745 r. jako wotum dziękczynne za powrót do zdrowia wojewody Ossolińskiego. Ukształtował się zwyczaj odprawiania Drogi Krzyżowej w okresie wielkanocnym. Późniejsi właściciele Rymanowa – Potoccy wybudowali na Kalwarię stacje Drogi Krzyżowej.
- Parafia pod wezwaniem św. Wawrzyńca

### Judaizm
- Cmentarz żydowski, tzw. kirkut, założono w Rymanowie w II połowie XVI w. Miejsce to zwano kiedyś Żydowską Górą. Do dzisiaj zachowało się na nim 800 macew, m.in. upamiętniająca austriackich żołnierzy wyznania mojżeszowego, którzy zginęli podczas walk w okolicy Rymanowa. Na szczycie wzgórza stoją dwa ohele, grobowce: cadyka Menachema Mendla i jego żony, cadyka Cwi Hirscha i jego syna cadyka Józefa Friedmana. Oba groby są celem pielgrzymek Żydów. Chasydzi przybywają na rocznicę śmierci cadyka (jorcait), każdego roku 19 ijara według kalendarza żydowskiego. Szukają duchowego wsparcia i składają swoje prośby spisane na karteczkach, tzw. kwitełech. W 1904 r. głównym kantorem Rymanowa był Israel Schorr. W Rymanowie urodził się również Isidor Isaac Rabi laureat nagrody Nobla.
- Stara Synagoga w Rymanowie
- Synagoga ul. Piękna
- Synagoga w Rymanowie (ul. Bieleckiego)

### Świadkowie Jehowy
- Zbór Rymanów (Sala Królestwa przy ulicy Bieleckiego 8E)[16].

## Infrastruktura i transport
Przez Rymanów przebiega droga krajowa nr 28 (Zator – Medyka).

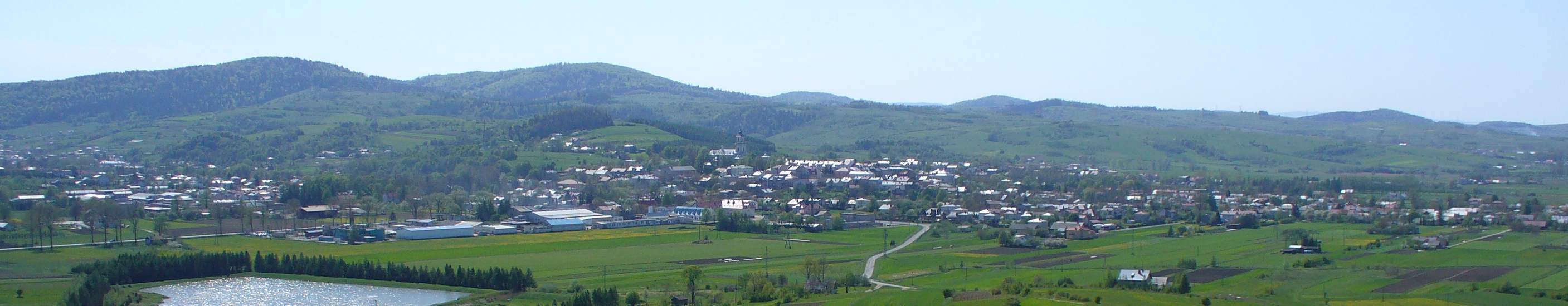

W okolicy Rymanowa na przełomie 2012/2013 roku została wybudowana farma wiatrowa o mocy 26 MW między miejscowościami Klimkówka, Ladzin, Wróblik Szlachecki, Wróblik Królewski składająca się z 13 elektrowni wiatrowych, każda o mocy 2.05 MW, wysokość wieży 100 m, długość skrzydła 45,2 m, rozpiętość wirnika 92.5 m.

## Demografia
Miasto ma 3729 mieszkańców (30 czerwca 2013).
- Piramida wieku mieszkańców Rymanowa w 2014 roku[18][19].

## Turystyka
Szlaki piesze:

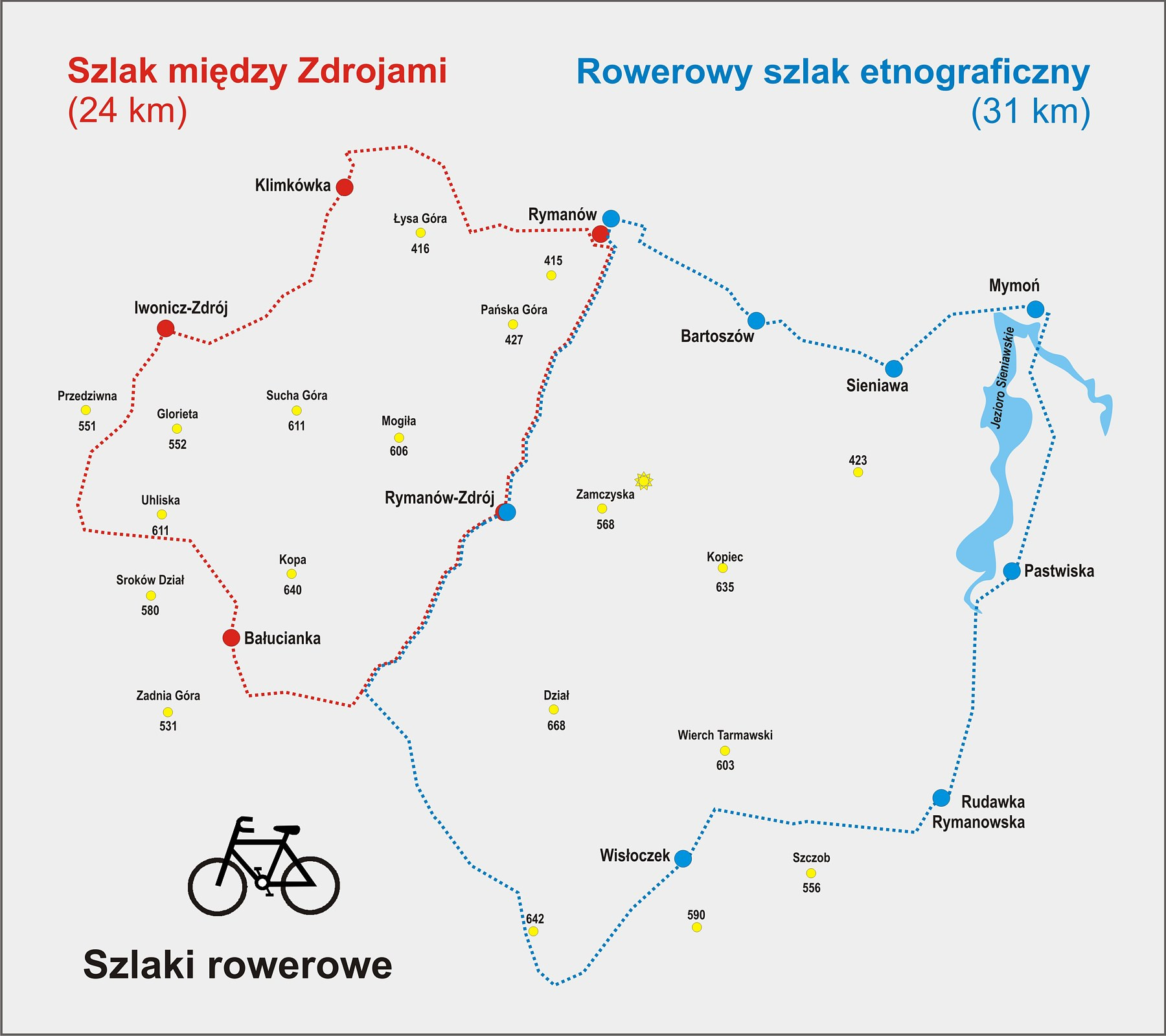
Szlaki rowerowe w Rymanowie

- Ścieżka historyczna: Synagoga, dom dr. Bieleckiego, kościół św. Wawrzyńca, cmentarz katolicki, Kalwaria, kirkut, ochronka św. Józefa, dawny budynek „Sokoła”, dwór Potockich, cmentarz jeńców radzieckich.

Szlaki rowerowe:
- Rowerowy szlak etnograficzny – 31 km. Pętla: Rymanów, Bartoszów, Sieniawa, Mymoń, Pastwiska, Rudawka Rymanowska, Wisłoczek, Rymanów-Zdrój, Rymanów.
- Szlak Między Zdrojami – 24 km. Pętla: Rymanów, Rymanów-Zdrój, Bałucianka, Iwonicz-Zdrój, Klimkówka, Rymanów.
- Szlak doliną Wisłoka – 35 km. Pętla: Rymanów, Ladzin, Wróblik Królewski, Wróblik Szlachecki, Milcza, Bzianka, Besko, Mymoń, Sieniawa, Bartoszów, Rymanów.

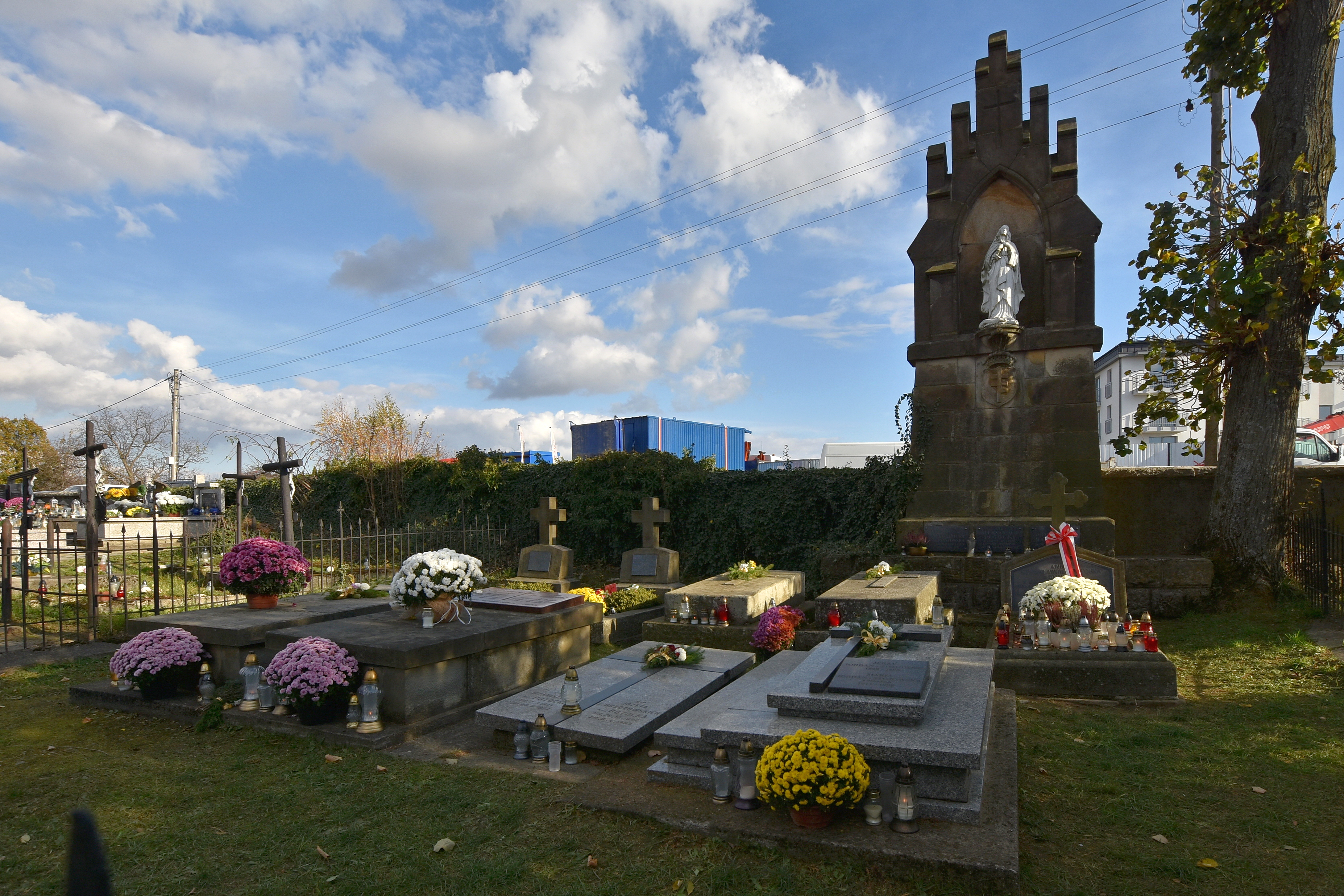
Cmentarz komunalny, kwatera rodziny Potockich
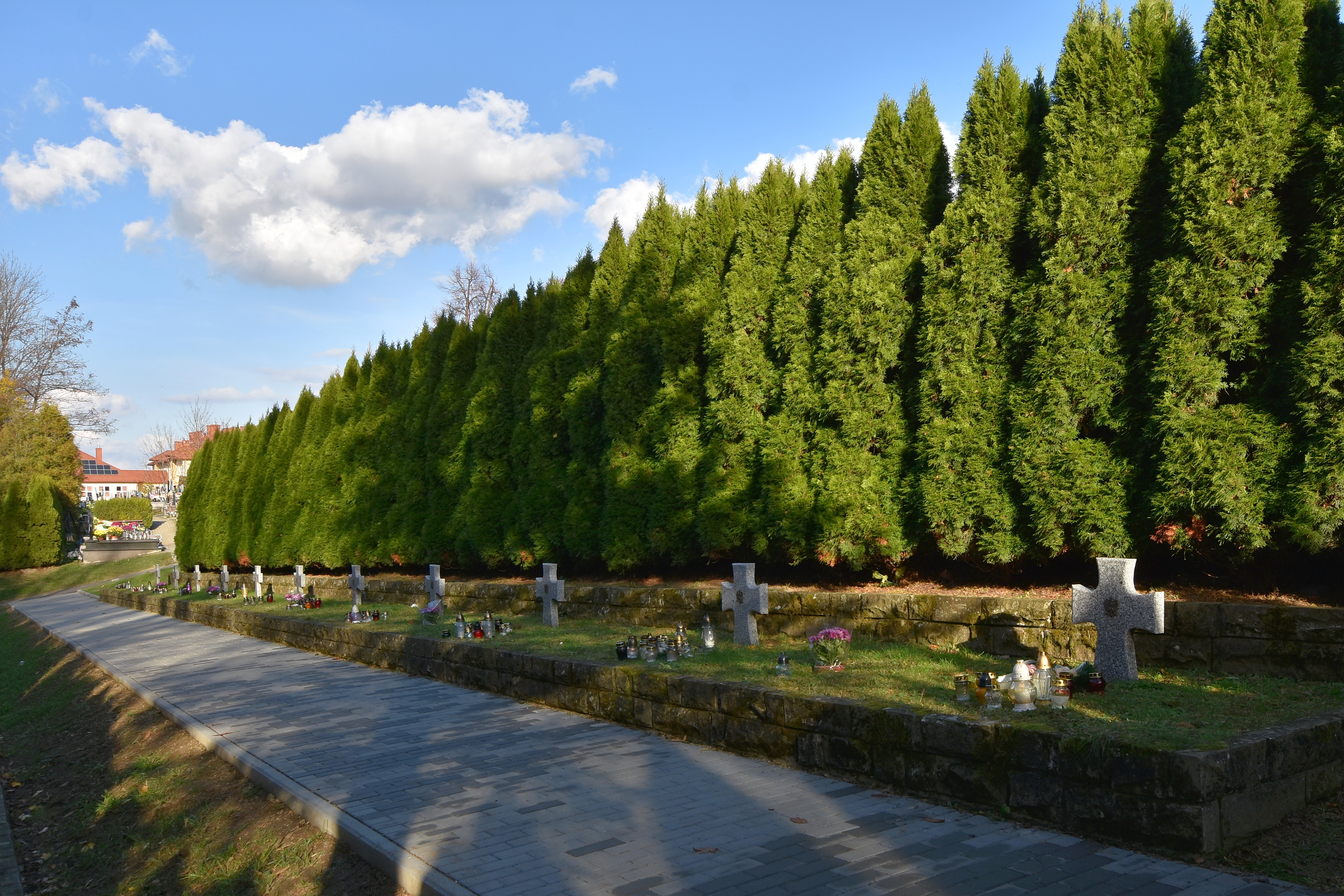
Cmentarz z I wojny światowej
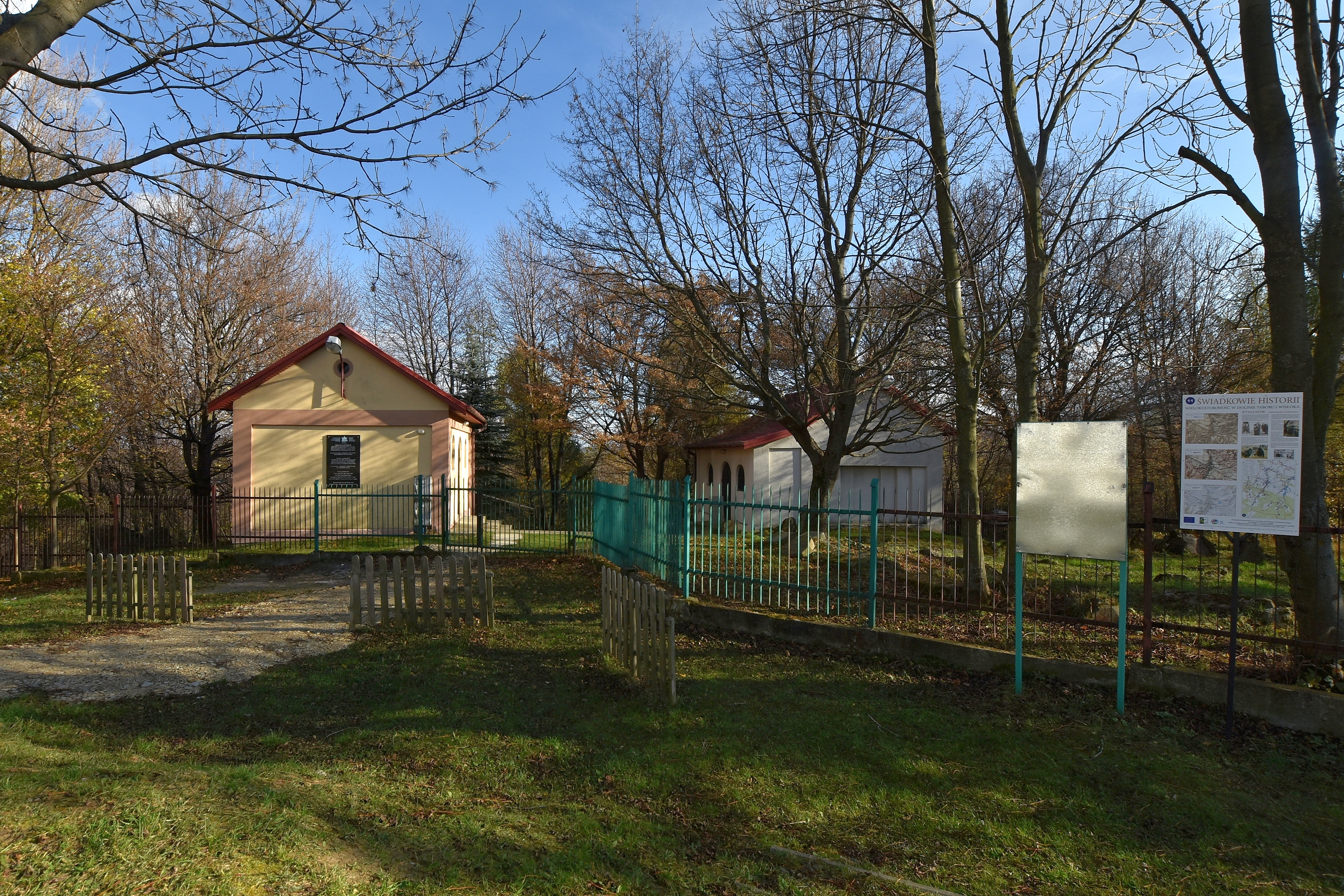
Kirkut

## Sport i rekreacja
Kluby sportowe:
- Klub Sportowy Start Rymanów ZKS – założony w 1934 roku,
- Klub Sportowy Spartan Rymanów.